# نابا
نابا دهستانی در استان آستوریاس اسپانیا است.
در این دهستان ۵٬۵۵۰ نفر زندگی می‌کنند. مساحت این دهستان ۹۵٫۸۱ کیلومتر مربع است.